# Hermetia sexmaculata
Hermetia sexmaculata är en tvåvingeart som beskrevs av Macquart 1834. Hermetia sexmaculata ingår i släktet Hermetia och familjen vapenflugor. Inga underarter finns listade i Catalogue of Life.